# Бухарські євреї

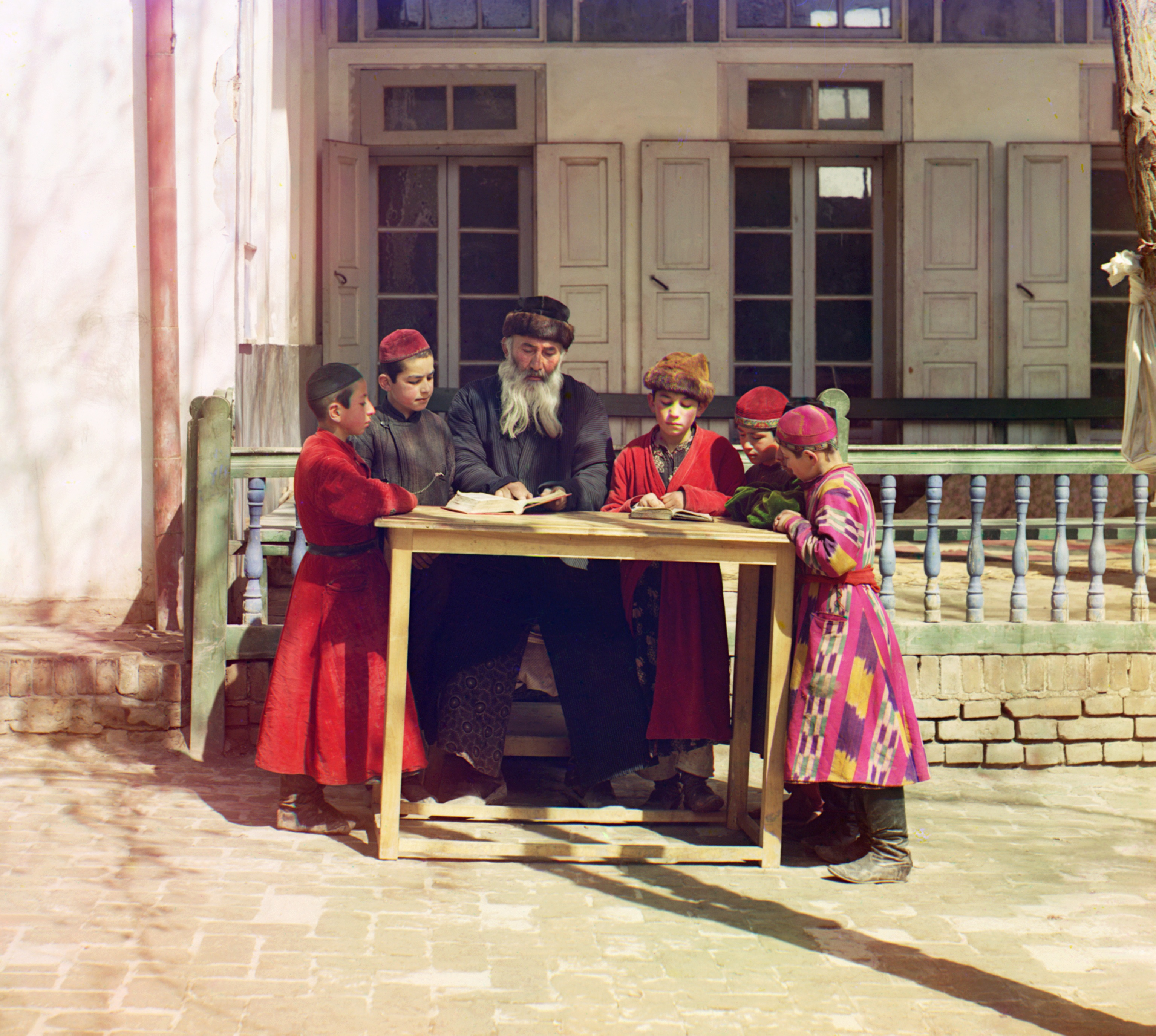
Група єврейських хлопчиків навколо вчителя, Самарканд, між 1909 і 1915
(фото С. М. Прокудіна-Горського)

Бухарські євреї (інакше: середньоазійські євреї, бухорі, ісроїл або яхуді) — єврейська етнолінгвістична група (громада) у Середній Азії.
Найменування «бухарські євреї» закріпилось за членами громади тому, що до завоювання Російською імперією Середньої Азії значна частина громади проживала на території Бухарського ханства. Самі́ бухарські євреї називають себе ісроїл або яхуді.
До 1970-х бухарські євреї жили в Середній Азії, переважно в Узбецькій та Таджицькій РСР. Основними місцями проживання бухарських євреїв (у нисхідному порядку оцінкової чисельності) були міста Самарканд, Ташкент, Душанбе, Бухара, Коканд, Андижан, Маргілан, Хатирчі, Шахрисабз.
Нині значне число євреїв — вихідців з бухарсько-єврейської громади живе в Ізраїлі.